# Nekrolog 1329
Nekrolog
◄◄
| ◄
| 1325
| 1326
| 1327
| 1328
| 1329 | 1330 | 1331 | 1332 | 1333 | ► | ►►
Weitere Ereignisse | Allgemeiner Nekrolog 1329
Die Beschreibung der verstorbenen Person sollte so kurz wie möglich gehalten sein und nur deren signifikante Tätigkeit(en) enthalten.
Neue Namen ggf. auch unter dem Geburts- und Sterbedatum, also etwa unter 1. Januar und im Geburts- und Sterbejahr (2024) eintragen (nur bei entsprechender großer Wichtigkeit). Für Beispiele siehe die schon vorhandenen Artikel.
Außerdem über die fünf zuletzt Verstorbenen, zu denen es einen ausreichend guten Artikel für eine Präsentation auf der Hauptseite gibt, nach der todesbedingten Überarbeitung der Artikel ggf. auch unter Wikipedia Diskussion:Hauptseite informieren und sie am besten auch in den anderen Wikipedia-Sprachversionen eintragen. Tipp: Regelmäßig bei news.google.de nach „ist tot“, „gestorben“ oder „verstorben“ suchen.
Wenn eine Person gestorben ist, gibt es viele Seiten zu dieser Person in der Wikipedia, die davon auch betroffen sind und entsprechend aktualisiert werden müssen. Beispiele: Namenübersichtsseite, Geburtsjahr, Geburtsort-Seiten und viele mehr.
Wie finde ich die betroffenen Seiten?
Im Suchfeld auf der linken Seite gibt man den Suchbegriff so ein: „Vorname Nachname“. Dann klickt man auf Volltext und alle Seiten mit entsprechendem Suchtext werden aufgerufen. Hier sieht man dann schnell, wo auch das Todesjahr Sinn macht oder sogar ein Teil des Artikels angepasst werden muss. Auch hilft das „Werkzeug“ auf der linken Seite sehr gut, um solche Seiten aufzufinden: „Links auf diese Seite“. Somit ist die Wikipedia wieder aktuell in allen Bereichen! Hinweis: bei Eintragung der Kategorie „Gestorben JAHR“ wird der Missbrauchsfilter 49 ausgelöst, was jedoch nicht schlimm ist. Siehe: Spezial:Missbrauchsfilter/49
Dies ist eine Liste von im Jahr 1329 verstorbenen bekannten Persönlichkeiten. Die Einträge erfolgen innerhalb der einzelnen Daten alphabetisch sortiert. Tiere sind im Nekrolog für Tiere zu finden.

## Januar
| Tag        | Name           | Beruf, bekannt als                                                                                      | Alter | Beleg |
| ---------- | -------------- | --- | ----- | ----- |
| 17. Januar | Roseline       | französische Heilige, älteste Tochter von Graf Arnaud de Villeneuve und Sybille (de Burgolle) de Sabran |       |       |
| 20. Januar | Walter Norwich | englischer Beamter, Richter und Minister                                                                |       |       |
| 21. Januar | Heinrich II.   | Fürst zu Mecklenburg                                                                                    |       |       |

## Februar
| Tag         | Name               | Beruf, bekannt als                    | Alter | Beleg |
| ----------- | ------------------ | ------------------------------------- | ----- | ----- |
| 26. Februar | Oschin von Korykos | Regent von Armenien, Herr von Korykos |       |       |

## März
| Tag      | Name                            | Beruf, bekannt als               | Alter | Beleg |
| -------- | ------------------------------- | -------------------------------- | ----- | ----- |
| 5. März  | Gutta von Oettingen             | Habsburger, Gräfin von Oettingen |       |       |
| 27. März | Friedrich III. von Leuchtenberg | Fürstbischof von Eichstätt       |       |       |

## Mai
| Tag    | Name          | Beruf, bekannt als                                   | Alter | Beleg |
| ------ | ------------- | ---------------------------------------------------- | ----- | ----- |
| 9. Mai | John Droxford | Geistlicher und Minister, Bischof von Bath und Wells |       |       |

## Juni
| Tag      | Name                    | Beruf, bekannt als | Alter | Beleg |
| -------- | ----------------------- | ------------------ | ----- | ----- |
| 7. Juni  | Robert I.               | König Schottlands  | 54    |       |
| 25. Juni | Konrad IV. von Schöneck | Bischof von Worms  |       |       |

## Juli
| Tag      | Name                     | Beruf, bekannt als             | Alter | Beleg |
| -------- | ------------------------ | ------------------------------ | ----- | ----- |
| 22. Juli | Cangrande I. della Scala | Stadtherr (Signore) von Verona | 38    |       |

## August
| Tag        | Name               | Beruf, bekannt als                                    | Alter | Beleg |
| ---------- | ------------------ | ----------------------------------------------------- | ----- | ----- |
| 21. August | Arnold Wlome       | deutscher Kaufmann und Ratsherr der Hansestadt Lübeck |       |       |
| 26. August | Heinrich von Leipa | böhmischer Marschall und Kämmerer                     |       |       |
| 30. August | Qutugku Khan       | chinesischer Kaiser der Yuan-Dynastie                 |       |       |

## September
| Tag          | Name              | Beruf, bekannt als                     | Alter | Beleg |
| ------------ | ----------------- | -------------------------------------- | ----- | ----- |
| 1. September | Engelbert I.      | Graf von Ziegenhain und Nidda zu Nidda |       |       |
| 5. September | Marco I. Visconti | italienischer Politiker                |       |       |

## November
| Tag          | Name                     | Beruf, bekannt als                                                                   | Alter | Beleg |
| ------------ | ------------------------ | ------------------------------------------------------------------------------------ | ----- | ----- |
| 4. November  | Eduard                   | Graf von Savoyen                                                                     |       |       |
| 18. November | Alberghetto II. Manfredi | Herr von Faenza und Imola                                                            |       |       |
| 27. November | Mathilde                 | Gräfin von Artois sowie durch Heirat Pfalzgräfin von Burgund und Pair von Frankreich |       |       |
| 29. November | Friedrich von Regensburg | deutscher Augustiner-Laienbruder und Seliger                                         |       |       |

## Dezember
| Tag          | Name                             | Beruf, bekannt als                  | Alter | Beleg |
| ------------ | -------------------------------- | ----------------------------------- | ----- | ----- |
| 13. Dezember | Ulrich I. von Walsee             | Landeshauptmann der Steiermark      |       |       |
| 13. Dezember | Hiltbold von Werstein            | Abt und Bibliothekar von St. Gallen |       |       |
| 15. Dezember | Thomas Bardolf, 2. Baron Bardolf | englischer Adliger                  | 47    |       |

## Datum unbekannt
| Tag | Name                    | Beruf, bekannt als                                                 | Alter | Beleg |
| --- | ----------------------- | ------------------------------------------------------------------ | ----- | ----- |
|     | Anna                    | Adlige aus der älteren Linie des Hauses Nassau-Hadamar             |       |       |
|     | Sciarra Colonna         | römischer Adeliger                                                 |       |       |
|     | Johann II.              | Bischof von Bamberg                                                |       |       |
|     | Lisa von Bentheim       | Äbtissin im Stift Freckenhorst                                     |       |       |
|     | Albertino Mussato       | italienischer Frühhumanist, Poet und Geschichtsschreiber           |       |       |
|     | Walter V. von Châtillon | Herr von Châtillon, Graf von Porcéan und Connétable von Frankreich |       |       |